# Lenguas a posteriori
Una lengua a posteriori (en latín: 'posterior a'), de acuerdo a Louis Couturat, es cualquier lengua construida cuyos elementos se han prestado o son hechos sobre la base de los idiomas existentes, en oposición de las lenguas a priori.
Las lenguas a posteriori se pueden dividir en tres categorías:
- Lenguas étnicas simplificadas, como lo son el inglés básico o el latino sine flexione.
- Lenguas naturalistas, es decir, más cercanas a las lenguas étnicas reales (con mayor frecuencia a idiomas latinos o romances), como el idioma occidental, el Interlingua o el intereslavo.
- Idiomas autónomas (esquemáticas), en la que la gramática es a priori pero el vocabulario es a posteriori, como el esperanto o, hasta cierto punto, el volapük.

Al distinguir si el lenguaje es a priori o a posteriori, la prevalencia y la distribución de rasgos respetables es a menudo la clave.